# هوما (لوئیزیانا)
هوما (به انگلیسی: Houma) شهری در ایالت لوئیزیانا کشور ایالات متحده آمریکا است که جمعیت آن در سرشماری سال ۲۰۱۰ میلادی، ۳۳٬۷۲۷ نفر بوده‌است.